# 高阻态
在电子学中，高阻态（英語：High impedance）表示电路中的某个节点具有相对电路中其他点相对更高的阻抗。这个概念在三态逻辑、上拉电阻中有所涉及。在硬件描述语言（如Verilog HDL和VHDL）中，高阻态通常用字母z来表示。